# Ulysses Fossae
Le Ulysses Fossae sono una struttura geologica della superficie di Marte.